# Teodoro Piccinno
Teodoro Piccinno (Poggiardo, 27 ottobre 1966) è un ex calciatore italiano, di ruolo difensore.

## Carriera
Dopo aver militato nelle giovanili dell'Inter, debutta in Serie C1 con il Brindisi nel 1985 e, dopo un anno al Nola in Serie C2, debutta in Serie B con il Catanzaro nel 1988.
L'anno successivo passa alla Casertana dove, dopo una lunga rimonta al termine del campionato di Serie C1 1990-1991, raggiunge nuovamente la Serie B. Resta un altro anno a Caserta prima di disputare un'altra stagione in serie cadetta con il Taranto.
Negli anni successivi è in Serie C1 con Casarano, Barletta, Carpi, in Serie C2 con il Nardò, ed infine chiude la carriera tra i dilettanti con Taurisano, Pro Italia Galatina e Francavilla Fontana.

## Palmarès

### Club

#### Competizioni nazionali
- Serie C1: 1

Casertana: 1990-1991